# Consejo de Educación, Juventud, Cultura y Deporte
El Consejo de Educación, Juventud, Cultura y Deporte es una configuración del Consejo de la Unión Europea. Se reúne tres o cuatro veces al año, dos veces en su configuración completa. 
Este Consejo reúne a los ministros de educación, cultura, juventud, medios de comunicación, comunicación y deporte de los Estados miembros de la UE. Su composición exacta depende de los puntos del orden del día.
La configuración del Consejo de Educación, Juventud, Cultura y Deporte se crea mediante la fusión del antiguo Consejo de Educación y Juventud y el antiguo Consejo de Cultura y Audiovisual.
El Consejo suele adoptar recomendaciones en el ámbito de la educación, la cultura, la juventud y el deporte. No obstante, en algunos ámbitos, como la política audiovisual o el reconocimiento mutuo de títulos, el Consejo puede adoptar actos legislativos.